# ATP Schenectady
Das ATP-Turnier von Schenectady (offiziell OTB Open) war ein US-amerikanisches Herren-Tennisturnier, das von 1987 bis 1994 in Schenectady ausgetragen wurde.

## Geschichte
Die ersten drei Ausgaben fanden im Rahmen des Grand Prix Tennis Circuit statt. 1990 ging die Veranstaltung in die neu gegründete ATP Tour auf und war dort Teil der ATP World Series, der Vorgängerserie der ATP Tour 250.
Veranstaltungsort war der Central Park von Schenectady (Bundesstaat New York). Gespielt wurde auf Outdoor-Hartplätzen. Zunächst war das Turnier Mitte Juli angesetzt, ab 1990 fand es Ende August in der Woche vor den US Open statt. Parallel zum Herrenturnier fand auch ein Damenturnier in Schenectady statt.

## Siegerliste
Weder im Einzel noch im Doppel ist es einem Spieler gelungen, das Turnier mehr als einmal zu gewinnen. Jacco Eltingh konnte sowohl die Einzel- als auch die Doppelkonkurrenz gewinnen, somit ist er der einzige mehrfache Titelträger. Der einzige Einzelsieger aus den USA ist Tim Mayotte, die einzigen deutschsprachigen Sieger sind Michael Stich (1991 im Einzel), Bernd Karbacher (1993 im Doppel) und Alexander Mronz (1988 im Doppel).

### Einzel
| Jahr | Sieger          | Finalgegner    | Finalergebnis  |
| ---- | --------------- | -------------- | -------------- |
| 1994 | Jacco Eltingh   | Chuck Adams    | 6:3, 6:4       |
| 1993 | Thomas Enqvist  | Brett Steven   | 4:6, 6:3, 7:60 |
| 1992 | Wayne Ferreira  | Jamie Morgan   | 6:2, 6:75, 6:2 |
| 1991 | Michael Stich   | Emilio Sánchez | 6:2, 6:4       |
| 1990 | Ramesh Krishnan | Kelly Evernden | 6:1, 6:1       |
| 1989 | Simon Youl      | Scott Davis    | 2:6, 6:4, 6:4  |
| 1988 | Tim Mayotte     | Johan Kriek    | 5:7, 6:3, 6:2  |
| 1987 | Jaime Yzaga     | Jim Pugh       | 0:6, 7:6, 6:1  |

### Doppel
| Jahr | Sieger                           | Finalgegner                   | Finalergebnis |
| ---- | -------------------------------- | ----------------------------- | ------------- |
| 1994 | Jan Apell Jonas Björkman         | Jacco Eltingh Paul Haarhuis   | 6:4, 7:6      |
| 1993 | Bernd Karbacher Andrei Olchowski | Byron Black Brett Steven      | 2:6, 7:6, 6:1 |
| 1992 | Jacco Eltingh Paul Haarhuis      | Sergio Casal Emilio Sánchez   | 6:3, 6:4      |
| 1991 | Javier Sánchez Todd Woodbridge   | Andrés Gómez Emilio Sánchez   | 3:6, 7:6, 7:6 |
| 1990 | Richard Fromberg Brad Pearce     | Brian Garrow Sven Salumaa     | 6:2, 3:6, 7:6 |
| 1989 | Scott Davis Broderick Dyke       | Brad Pearce Byron Talbot      | 2:6, 6:4, 6:4 |
| 1988 | Alexander Mronz Greg Van Emburgh | Paul Annacone Patrick McEnroe | 6:3, 6:7, 7:5 |
| 1987 | Gary Donnelly Gary Muller        | Brad Pearce Jim Pugh          | 7:6, 6:2      |